# Miguel Vivas
D. Miguel Vivas (? - 1333) foi um político e prelado português do século XIV.

## Biografia
D. Miguel Vivas foi o 14.º Bispo de Viseu de 1329 a 1333. Antes de ser eleito bispo, foi Chanceler-Mor do Reino de Portugal, durante o reinado de D. Afonso IV, e até 1329 Dom Prior da colegiada de Guimarães.
Sendo próximo de D. Afonso IV, foi objeto de várias cantigas medievais, uma delas da autoria do conde de Barcelos, D. Pedro, meio irmão do Rei, cujo texto é um claro ataque aos privados de D. Afonso IV.
Outros três trovadores da mesma geração, escreveram cantigas em que igualmente atacam, de modo satírico, D. Miguel Vivas.
Era irmão de Afonso Vivas, casado com D. Maria de Negrelos, herdeira da Honra e senhorio de Bordonhos. Desse casamento nasceu Nuno Afonso Vivas, na descendência de cuja filha, Aldonça Nunes Vivas (casada com João Pires Homem) seguiria o senhorio de Bordonhos até 1834.